# Xã Bloomingdale, Quận DuPage, Illinois
Xã Bloomingdale (tiếng Anh: Bloomingdale Township) là một xã thuộc quận DuPage, tiểu bang Illinois, Hoa Kỳ. Năm 2010, dân số của xã này là 111.899 người.